# Onthophagus furculus
Onthophagus furculus là một loài bọ cánh cứng trong họ Bọ hung (Scarabaeidae).